# Daniel Gardelle
Pour les articles homonymes, voir Gardelle.
Daniel Gardelle, né le 2 octobre 1679 à Genève et mort le 9 octobre 1753, est un artiste peintre genevois.

## Biographie
Daniel Gardelle naît le 2 octobre 1679 à Genève dans une famille originaire de Lyon en France.
Il existe deux albums de son œuvre, dont l'un contient des miniatures, des portraits de personnalités connues. Dans le style de Fuseli, il a un véritable talent de miniaturiste.
Daniel Gardelle meurt le 9 octobre 1753.